# 開宝寺塔
開宝寺塔（かいほうじとう）は、中華人民共和国河南省開封市順河回族区にある塔。北宋の皇祐元年（1049年）に建てられた仏教の塔。六和塔・凌霄塔・料敵塔・辟支塔・北寺塔と共に、宋朝の建築の傑作と見なされている。

## 歴史
北宋の首都の開封では、有名な建築家の喩浩が、佑国寺の一部として壮大な木造の塔を建ていた。残念ながら、広く賞賛されている建造物は、落雷の後、慶暦4年（1044年）に全焼した。仁宗の命令により、皇祐元年（1049年）までにその場所に新しい塔が建てられた。新しい塔は不燃性のレンガと石で建てられた。道光21年（1841年）に黄河が堤防を越えて佑国寺が崩壊したが、開宝寺塔は生き残った。歴史的に、この塔は38の地震、6つの洪水、その他多くの災害を経験したが、1000年経っても無傷のままである。

## ギャラリー

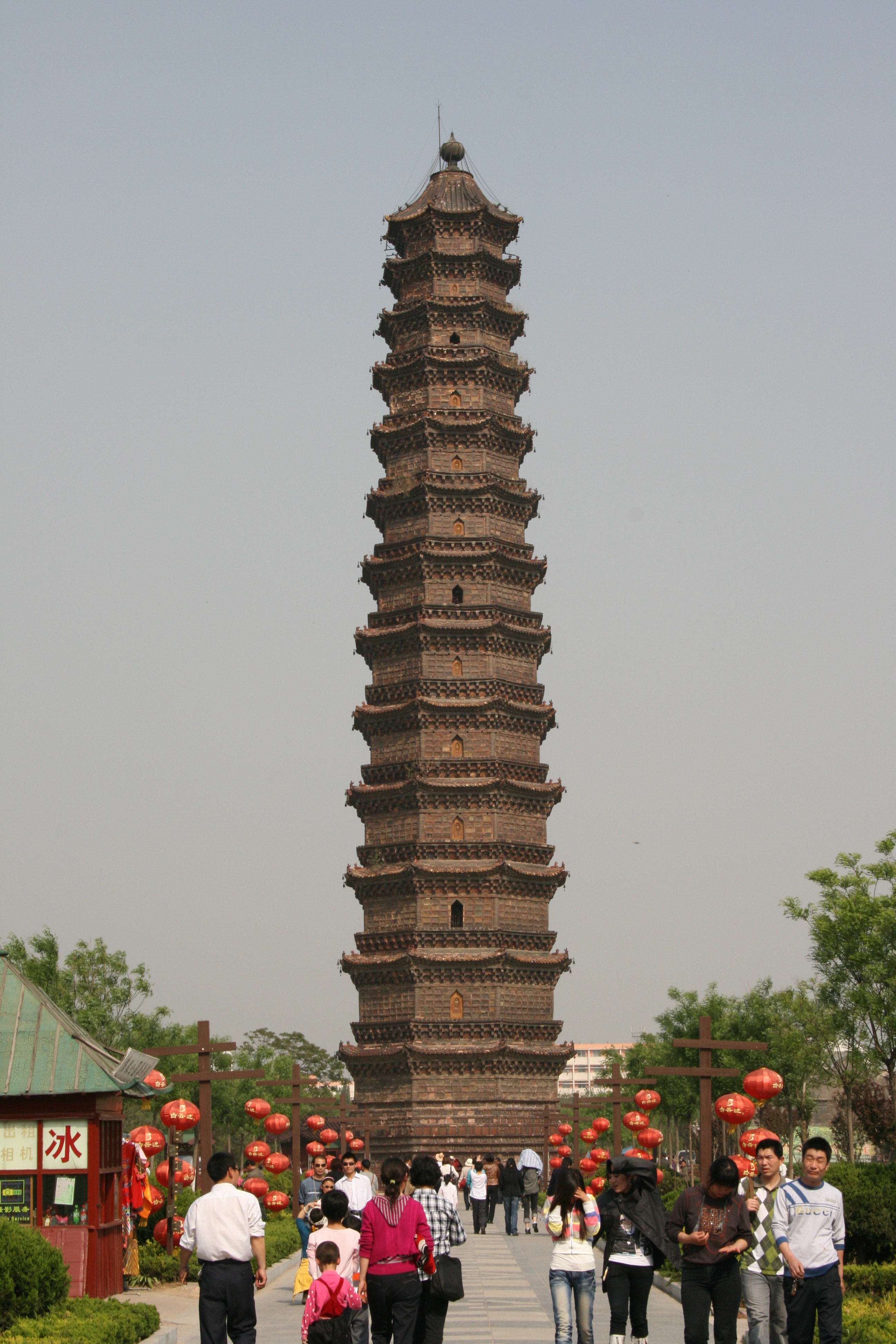
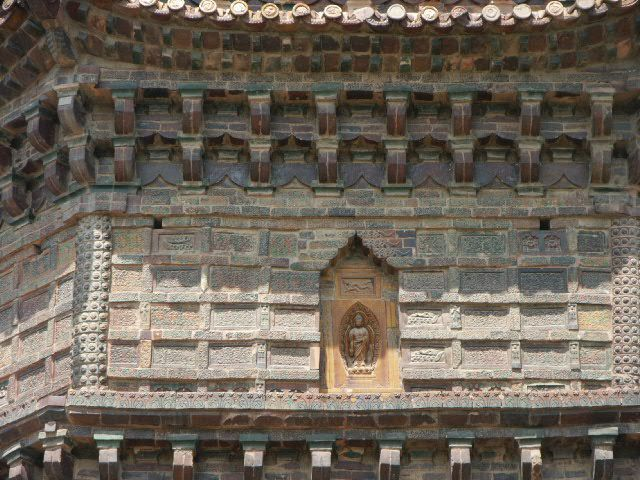
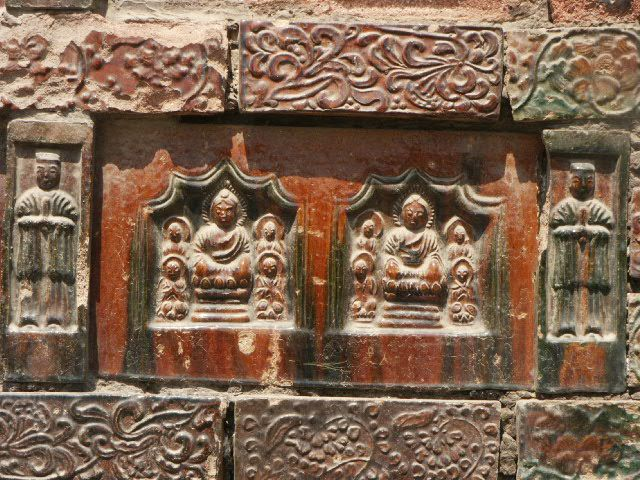
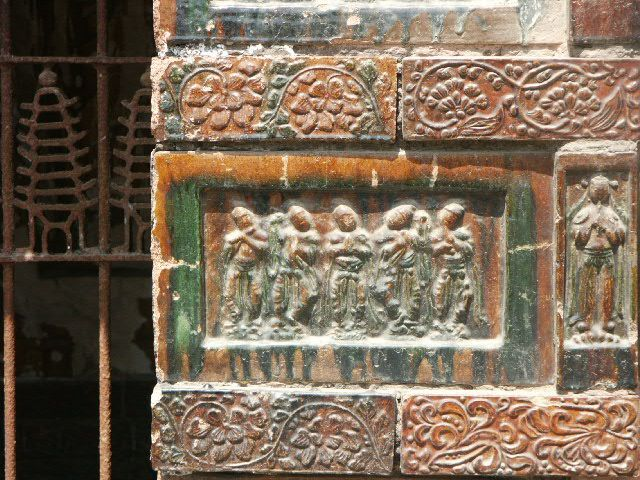
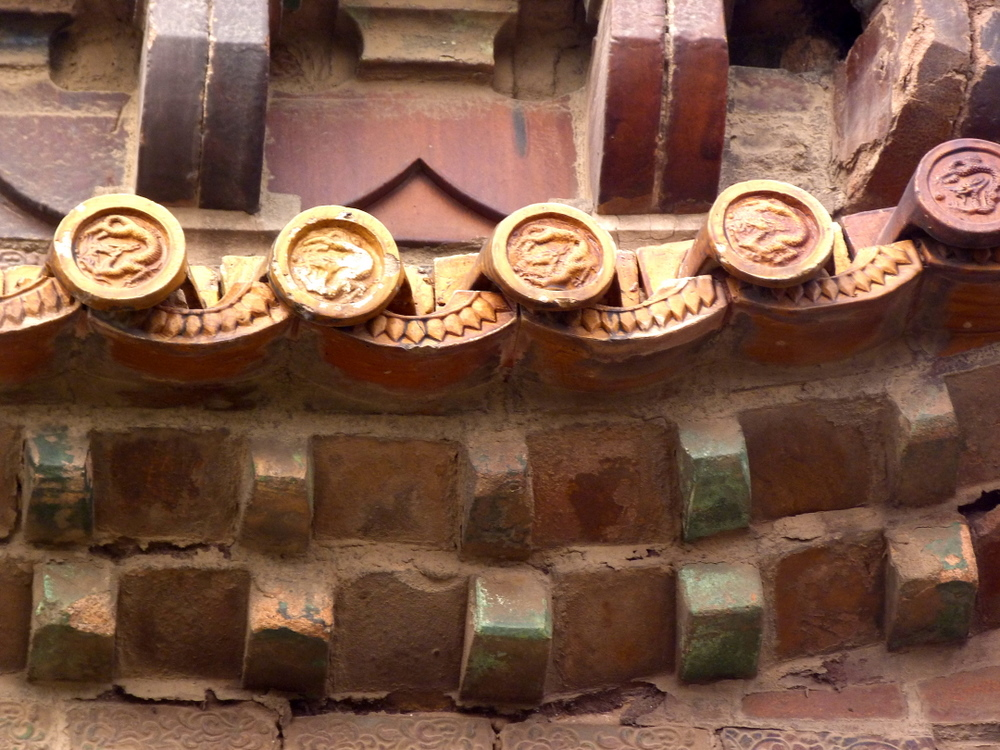
開宝寺塔の釉薬瓦